# Kościół św. Jakuba Apostoła w Krakowie
Kościół św. Jakuba Apostoła – kościół, wznoszący się na terenie podkrakowskiego Kazimierza od średniowiecza do końca XVIII w., w jego południowo-zachodnim narożniku, w pobliżu Bramy Skawińskiej, na wzniesieniu nad zakolem Wisły. W miejscu dawnego kościoła znajduje się niezabudowany teren bulwarów wiślanych na tyłach ulicy Wietora.

## Historia
Pierwsza znana wzmianka źródłowa o parafii św. Jakuba pochodzi z 1313 r. Są jednak wskazówki świadczące, że istniała ona już przed 1278 r., być może już od początku XII w. Fundatorami kościoła był rycerski ród herbu Strzemię, który w tym miejscu miał swoją osadę, a kościół św. Jakuba był ich kaplicą dworską. Po utworzeniu przez Kazimierza Wielkiego miasta Kazimierz znalazł się w jego obrębie. Do parafii św. Jakuba należały: czwarta część miasta Kazimierza, przedmieścia kazimierskie (Podbrzezie i Św. Leonarda), Płaszów, Zabłocie, Prokocim, Rżąka, Wola Duchacka, Kurdwanów, Swoszowice, Wróblowice, Pokrzywnica, Jugowice, Borek, Łagiewniki, Podborze oraz część wsi Bawół. Pierwotnie do parafii należały także Lusina, Strzałkowice i reszta wsi Bawół.
Aż do 1466 r. parafię obsługiwało dwóch proboszczów – jeden części św. Jakuba, drugi części św. Krzysztofa. W 1466 r., po śmierci jednego z plebanów, obydwie plebanie połączono w jedną całość, którą podniesiono do godności prepozytury, z majątku drugiego plebana uposażając kolegium mansjonarzy. Na prepozycie spoczywał, oprócz typowych dla proboszcza powinności duszpasterskich, obowiązek utrzymywania na swój koszt rektora szkoły parafialnej, organisty i wikarego. Aż do 1758 r. prawo do mianowania prepozytów przysługiwało szlachcie herbu Strzemię. Potem zostało ono przeniesione na biskupów krakowskich, a następnie na rektorów Akademii Krakowskiej. Na 29 prepozytów wybranych w latach 1466-1773 było m.in. 11 kanoników (w tym 4 prałatów), 9 proboszczów innych parafii oraz 3 profesorów Akademii Krakowskiej. Proboszczami parafii św. Jakuba byli m.in. Stanisław i Grzegorz (1325), Zbigniew z Nasiechowic (1374-1381) oraz Jan Pątnicz z Wieliczki (1432). Prepozytami byli m.in. Maciej Knutel (1523), Jan Wojnarowski (1530), Szymon Gładysz (1570-1590), Sebastian Krupek (1595), Jan Brzeziński (1599), Franciszek Skarbek Borowski (początek XVII w.), Wojciech Sporecjusz (1616), Jan Olchawski (1629), Sadkowski (1642), Lucatellius (1665), Adam Styrkowski (1691-1715+), Stanisław Józef Hozjusz (1715-1720), Ludwik Siemieradzki (1720-1729), Stanisław Kręski (1729-1732), Franciszek Przanowski (1732-1742), Filip Borowski (1739-1753+), Jan Nepomucen Baier (1753-1756), Kazimierz Stęplowski (1756-1772+). Ostatni prepozyt, Antoni Żołędziowski (od 1773), rektor Akademii Krakowskiej, złożył rezygnację 26 maja 1783 roku.
Przy kościele św. Jakuba istniały dwa bractwa – starsze, o średniowiecznej genezie, Bractwo Ubogich, obsługiwane przez mansjonarzy, oraz założone w 1629 r. Arcybractwo Niepokalanego Poczęcia NMP, posiadające własnego kapelana, opiekujące się kaplicą bracką.
W czasie potopu szwedzkiego, a następnie wojny północnej, Kazimierz uległ silnemu zubożeniu. Także nieodnawiany kościół św. Jakuba chylił się ku upadkowi. W 1726 r. stan techniczny kaplicy brackiej był tak zły, że stojąca w niej chrzcielnica została przeniesiona do wnętrza kościoła a sama kaplica wkrótce zburzona. W 1748 r. ściany kościoła były popękane, a dzwonnica wymagała naprawy i nie jest już widoczna na tzw. Planie Kołłątajowskim z 1785 r. "Gwoździem do trumny" dla kościoła był I rozbiór Polski, gdy ustalona na Wiśle granica międzypaństwowa odcięła kościół od większości parafii i kościół utracił większą część dochodów. W tej sytuacji w roku 1783 prymas Michał Poniatowski zniósł kościół i parafię św. Jakuba. Kościół stał jeszcze kilka lat, po czym został rozebrany (według Michała Rożka w 1787 r., według Danuty Rederowej w 1797 r.). Nie wiadomo, gdzie zostały przekazane ołtarze i inne elementy wyposażenia kościoła. Wiadomo jedynie, że odbyła się licytacja sprzętu kościelnego, jednak nie znamy jego dalszych losów. Część epitafiów została przeniesiona do kościoła Bożego Ciała na Kazimierzu, gdzie jednak później zaginęła.

## Architektura i wyposażenie
Kościół był budowlą murowaną, o półkolistym prezbiterium (absydzie) zwróconym na wschód. Sklepienie nawy podtrzymywały dwa filary. Główne wejście znajdowało się od zachodu. Do południowo-wschodniego narożnika kościoła przylegała czworokątna dzwonnica, początkowo drewniana, jednak już w 1748 r. murowana. Na dzwonnicy wisiały trzy dzwony. Od północy przybudowana była zakrystia oraz kaplica Bractwa Niepokalanego Poczęcia Najświętszej Marii Panny. W północnej ścianie było także boczne wejście do kościoła. Na dachu kościoła wznosiła się sygnaturka. Ponadto, na środku kościoła, przed wielkim ołtarzem znajdowała się krypta.
Na wyposażenie kościoła składało się osiem ołtarzy wzmiankowanych w XVI i XVII w., z których w wieku XVIII pozostało tylko siedem. W ołtarzu głównym co najmniej od 1711 roku był umieszczony był obraz przedstawiający Wniebowzięcie Najświętszej Maryi Panny. Przy ścianie południowej prezbiterium stały dwa ołtarze: jeden nieznanego wezwania i drugi pw. Trójcy Świętej. W korpusie usytuowane były dalsze cztery ołtarze: jeden, również nieznanego wezwania, przy ścianie północnej, przy granicy z prezbiterium (tzw. tęczy), drugi od strony południowej, pod nieznanym wezwaniem (gdzie przechowywano Najświętszy Sakrament), dalej, posuwając się ku zachodowi, pw. Św. Krzysztofa, oraz Najświętszej Maryi Panny. W kaplicy Najświętszej Maryi Panny, zwanej Gładyszowską, stał ostatni ołtarz, pw. Wniebowzięcia Najświętszej Maryi Panny, św.św. Szymona, Judy i Erazma. W ołtarzu tym znajdował się otaczany czcią, obwieszony wotami, cudowny obraz Matki Bożej z Dzieciątkiem. Kaplicą opiekowało się Arcybractwo Niepokalanego Poczęcia NMP.
Wokół kościoła rozpościerał się cmentarz parafialny, na którym stała m.in. kostnica. Od północy do muru cmentarnego przybudowane były m.in. szkoła parafialna i plebania (zburzona dopiero w 1963 r.), położone już przy obecnej ul. Skawińskiej.